# Castle Pook
Castle Pook (auch Castlepook, irisch Caisleán an Phúca, „Burg des Púca“) ist die Ruine einer normannischen Burg einige Kilometer nördlich von Doneraile in den Vorhügeln der Ballyhoura Mountains im irischen County Cork. Die Burg wurde um 1380 für die Familie Synan (Ó Sionáin) errichtet.

## Beschreibung
Castle Pook ist aus Kalkstein erbaut und sein steinernes Gewölbedach ist noch intakt. Einst gab es eine Wendeltreppe aus Stein in der Südwestecke. Ein Großteil der glatten Steine, die für Treppen, Fenster- und Türlaibungen verwendet wurden, wurden von Wandalen gestohlen.